# Secondhand Serenade
Secondhand Serenade ist eine amerikanische Rockband des Sängers, Pianisten und Gitarristen John Vesely aus Menlo Park, Kalifornien.

## Geschichte
Vesely begann seine musikalische Laufbahn als Bassist verschiedener Bands aus den Bereichen Ska, Rock und Hardcore. Ab 2004 schrieb er eigene Songs, die er selbst mit einer Akustik-Gitarre begleitete.
Im Sommer 2005 nahm er sein erstes Album Awake auf. Die Kosten für den achttägigen Studioaufenthalt übernahm Vesely selbst. Der Künstlername entstand erst nach Vollendung der Aufnahmen und wurde bewusst so gewählt, dass er eher auf eine mehrköpfige Band als auf einen Sänger/Komponisten schließen lässt. Hiermit sollte das typische Bild eines Solokünstlers umgangen werden, um somit die Vielseitigkeit des Projektes hervorzuheben.
Bekanntheit erlangte Secondhand Serenade im Jahr 2006 über die Internetseite MySpace, auf welcher Vesely seine Songs zum Probehören anbot. Hiermit erreichte er schon nach einigen Monaten Platz 1 in den MySpace-Charts der Bands ohne festes Label. Zusätzlich bot er sein Album zum Kauf in iTunes an, womit er ebenfalls in die Top100 der Charts einstieg.
Aufgrund des anhaltenden Erfolges in Online-Plattformen unterzeichnete Vesely Ende 2006 einen Vertrag bei dem neu gegründeten Musiklabel Glassnote Records.
In Folge entstanden Anfang 2007 zwei weitere Songs, mit welchen das Album Awake am 6. Februar offiziell als CD in den USA erschien.
Zusätzlich entstand ein Musikvideo zum Song Vulnerable, welches von Frank Borin (bekannt als Regisseur anderer Künstler wie Red Hot Chili Peppers oder Eminem) gedreht und geleitet wurde.
Mitte 2007 begannen die Aufnahmen zum Nachfolge-Album A Twist In My Story, welches im Februar 2008 erschien. Erstmals spielte Vesely seine Songs hierbei nicht vollständig selbst ein, sondern ließ sich bei den Aufnahmen von einer Band unterstützen.
Im August 2010 erschien das dritte Studioalbum Hear Me Now.
Anfang 2012 gab Vesely bekannt, sich von Glassnote getrennt zu haben. Er begründete dies mit dem Vorhaben, sich auf die Musik konzentrieren zu wollen, ohne von „Industriepolitik, Erwartungen und Druck“ gelenkt zu werden.
Mit Unterstützung durch Spenden wurde im September schließlich das Album A Naked Twist In My Story veröffentlicht. Dieses beinhaltet sämtliche Tracks von A Twist In My Story, welche nun aber wieder akustisch oder mit orchestraler Unterstützung eingespielt wurden.

## Diskografie
Alben
- Awake (2005)
- A Twist in My Story (2008)
- Hear Me Now (2010)
- Undefeated (2014)